# Landsverk L-120
Ландсверк L-120 (швед. Landsverk L-120), також відомий як Стрідсвагн L-120 (швед. Stridsvagn L-120, Strv 120; від швед. stridsvagn  — «танк») — шведськийекспериментальний легкий танк, розроблений компанією Landsverk у 1936 році.
У 1937 році був виготовлений лише один прототип, який так і не прийняли на озброєння. Того ж року шведська армія замовила для випробувань один танк і одне шасі, а норвезька армія — ще одне шасі. Машина, продана Норвегії, стала першим танком цієї країни: на її базі було встановлено імпровізовану башту та броню місцевого виробництва.

## Історія створення
У 1936 році компанія Landsverk отримала замовлення від шведської армії на виготовлення одного дослідного танка та одного дослідного шасі L-120 для випробувань, запланованих на лютий 1937 року. Замовлення було виконано у травні 1937 року, а перші польові випробування танка та шасі відбулися в липні–серпні того ж року.
Того ж року L-120 зацікавив норвезьку армію, яка замовила одне шасі для потреб кавалерії. У Норвегії на нього встановили корпус із залізних листів та башту з 7,92-мм кулеметом  М/29. Танку надали власне ім’я — «Національний танк» (Rikstanken). Інші популярні назви включали «Королівський танк» (Kongstanken) та «Норвезький танк» (Norgestanken).

## Машини на базі L-120
- Rikstanken

Норвезький легкий танк, побудований на шасі L-120, у 1937 році в одному екземплярі для потреб норвезької кавалерії. Вважається першим танком, виробленим у Норвегії. 
- Pvlvv fm/42

Проєкт ПТ-САУ 1939 року для потреб шведської армії. На озброєння не приймався. Було побудовано один прототип.

## Опис конструкції
L-120 мав три основні відділення: відділення управління в лобовій частині, бойове відділення в середній частині та моторно-трансмісійне відділення в кормовій. Штатний екіпаж складався з двох осіб: командира машини, який виконував також функції навідника та оператора, і механіка-водія.